# Accord tripartite de 1988
L'accord entre la république populaire d'Angola, la république de Cuba et la république d'Afrique du Sud (également connu sous le nom d'Accord tripartite, Accord des trois puissances ou accord de New York) est un accord international tripartite, signé en 1988, dont les termes principaux sont l'obtention pour la Namibie de son indépendance vis-à-vis de l'Afrique du Sud et la fin de l'implication des troupes étrangères dans la guerre civile angolaise.
Les accords sont signés le 22 décembre 1988 au siège des Nations Unies à New York par les ministres des Affaires étrangères de la république populaire d'Angola (Afonso Van-Dunem), de la république de Cuba (Isidoro Malmierca Peoli) et de la république d'Afrique du Sud (Pik Botha). 

## Négociations

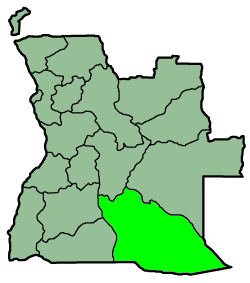
Province angolaise de Cuando-Cubango

En 1981, Chester Crocker, sous-secrétaire d'État américain aux affaires africaines du président américain nouvellement élu Ronald Reagan, élabore la politique de liaison URSS-États-Unis. Il associe l'accord du gouvernement sud-africain d'apartheid d'abandonner le contrôle du Sud-Ouest Africain/Namibie, conformément à la résolution 435 du Conseil de sécurité des Nations unies, et de se retirer de l'Angola, au retrait des troupes cubaines du territoire angolais,. Le 10 septembre 1986, le président cubain Fidel Castro accepte le principe de la proposition de Crocker. Le gouvernement sud-africain accepte également le principe ; le pays propose officiellement l'établissement d'un accord lors de la 7e réunion plénière des Nations unies le 20 septembre 1986, en abordant la « question de la Namibie ».
Le concept est fortement rejeté par une majorité des pays, soutenue par les Cubains. Les représentants affirment leur opposition ferme à cette proposition, qui légitimerait les revendications du gouvernement sud-africain sur la Namibie et la politique raciale qu'il mène dans le pays. Ils dénoncent l'accord en ces termes : 

« L'ONU [...] demande à l'Afrique du Sud de s'abstenir de lier l'indépendance de la Namibie à des questions non pertinentes et étrangères telles que la présence de troupes cubaines en Angola, car un tel lien est incompatible avec les résolutions pertinentes des Nations Unies, en particulier la résolution 435 (1978) du Conseil de sécurité »

Les gouvernements d'Angola et des États-Unis entament des pourparlers bilatéraux en juin 1987 alors que la guerre civile se poursuit. Les historiens sont toujours en désaccord, autant que les pays eux-mêmes, qui contestent la façon dont les décisions ont été prises et mettent chacun en avant leur version des faits :
1. La Havane soutient que ce sont ses succès militaires contre les Sud-Africains en Angola ont poussé les Sud-Africains à la table des négociations. Ils prétendent que leur intervention dans la défense de Cuito Cuanavale a stoppé les offensives de l'UNITA et de l'Afrique du Sud. Ils pensent que l'UNITA et l'Afrique du Sud se sont retirés après une bataille de 15 heures le 23 mars et ont entamé des négociations lorsque les enjeux sont devenus trop importants pour eux en cas d'échec[2],[7]. Cependant, alors que les négociations commencent en juin 1987, au cours de la seconde moitié de 1987, l'Afrique du Sud remporte de nombreux succès militaires. De plus, la grande poussée militaire cubaine n'a lieu qu'en 1988, bien après le début des négociations. Les Cubains doivent également faire face aux coûts économiques de la guerre, car le gouvernement du Mouvement populaire de libération de l'Angola cesse de payer Cuba pour ses services[réf. nécessaire].
2. Pretoria place les événements dans le contexte de la fin de la guerre froide, attestant d'un objectif d'arrêt de la menace d'expansion communiste dans la région. En réalité, d 'un point de vue économique, l'effet des sanctions commence à se faire sentir en Afrique du Sud, tandis que la Namibie coûte à l'Afrique du Sud plus d'un milliard de rands par an[réf. nécessaire]. En outre, le paysage politique intérieur sud-africain évolue rapidement : le gouvernement sud-africain de Pieter Botha est mis sur la sellette dans les médias sud-africains et par l'opinion publique sud-africaine sur la participation d'Afrique du Sud à une guerre civile d'un pays étranger ne mettant pas en péril la sécurité nationale, pour la mort de ses soldats et pour son cout financier[8] tandis que le pays subit des pressions considérables aux Nations Unies pour accorder l'indépendance à la Namibie[9].

Ainsi, selon Crocker, les Cubains et les Sud-africains, à la table des négociations « étaient comme des scorpions dans une bouteille. Ils essayaient tous deux de sortir de la bouteille sans s'entretuer. ».
Après avoir refusé des pourparlers directs avec Cuba, les États-Unis acceptent la participation d'une délégation cubaine aux négociations, qui commencent le 28 janvier 1988. 
Les trois parties organisent un round de négociations le 9 mars à Londres. Le gouvernement sud-africain rejoint les négociations au Caire le 3 mai en s'attendant à ce que la résolution 435 sur la sécurité de l'ONU soit modifiée. Le ministre de la Défense Magnus Malan et le président Pieter Willem Botha affirment que l'Afrique du Sud ne se retirera de l'Angola que si « la Russie et ses mandataires font de même »[réf. souhaitée]. Ils n'évoquent pas encore un retrait sud-africain de la Namibie. Le 16 mars 1988, le journal sud-africain Business Day rapporte que Pretoria offrait « de se retirer en Namibie - et non pas de Namibie - en échange du retrait des forces cubaines d'Angola », ajoutant que « l'Afrique du Sud n'a pas l'intention d'abandonner le territoire de sitôt. » Cependant, la réunion plénière de l'ONU de 1986 indique que les Sud-Africains conditionnent l'indépendance de la Namibie au retrait cubain. Le négociateur cubain, Jorge Risquet, annonce que Cuba restera en Angola jusqu'à la fin de l'apartheid, ce qui constitue probablement aussi un stratagème de négociation. .[réf. nécessaire]
Les Cubains laissent entendre que les États-Unis craignent que les forces cubaines n'arrêtent leur avance à la frontière namibienne. Jorge Risquet, chef de la délégation cubaine, rejette les demandes sud-africaines, assurant que « l'Afrique du Sud doit accepter le fait qu'elle n'obtiendra pas à la table des négociations ce qu'elle n'a pas pu obtenir sur le champ de bataille »,.  
Selon le livre 32 Battalion de Piet Nortje, au cours de cette campagne, l'Afrique du Sud introduit ses nouvelles armes secrètes, les obusiers G5 et G6. Ces canons peuvent tirer un projectile à plus de 40 kilomètres avec une grande précision. Les canons sont utilisés pour stopper l'avancée cubaine vers le sud et font émerger le spectre d'une nouvelle escalade des armes entre les deux puissances militaires. Les Sud-Africains affirment que la nouvelle arme a provoqué la crainte pour Cuba d'avoir encore plus de victimes dans une guerre où les pertes cubaines étaient déjà environ 10 fois plus nombreuses que celles de l'Afrique du Sud[réf. nécessaire]. À l'inverse, l'armée de l'air cubaine détient la supériorité aérienne, comme le démontre le bombardement du complexe stratégique de Calueque et les survols en 1988 par les Mig-23 cubains de l'espace aérien namibien. Selon David Albright, l'Afrique du Sud estime que la découverte de préparatifs pour un essai nucléaire à l'installation de Vastrap oblige les superpuissances à trouver une solution rapide,.
Alors que les hostilités en Angola se poursuivent, toutes les parties se rencontrent en juin et en août à New York et à Genève. Finalement, tous approuvent le 20 juillet 1988 un accord-cadre sur les « Principes d'un règlement pacifique dans le sud-ouest de l'Afrique ». Dans cet accord en quatorze points signé entre l'Afrique du Sud, l'Angola et Cuba, figurent la mise en œuvre de la résolution 435 en contrepartie du repli du contingent cubain. Les Sud-Africains sont par ailleurs invités à libérer le militant du Congrès national africain Nelson Mandela, toujours emprisonné, en signe de bonne volonté, mais la demande est refusée. Mandela restera en prison jusqu'au 2 février 1990, date à laquelle l'Afrique du Sud lèvera l'interdiction des activités du Congrès national africain.
Un protocole est signé  à Genève le 5 août. Les 8 et 12 août, l'Afrique du Sud et la SWAPO acceptent la cessation des hostilités bilatérales et le 22 août, l'accord de paix est signé entre l'Angola et l'Afrique du Sud à Ruacana.
Le secrétaire général des Nations unies Javier Pérez de Cuéllar se rend alors aux Union Buildings de Pretoria pour préparer l'accord de Brazzaville qui aboutit à la signature du 22 décembre préparant le calendrier de la mise en œuvre de la résolution 435 (retrait des forces sud-africaines et indépendance de la Namibie) ainsi que le retrait cubain d'Angola dans les 30 mois.
L'accord fait suite à la proposition américaine, également appuyée par l'Afrique du Sud à plusieurs reprises à l'ONU en 1984 et en 1986. La Namibie devait, selon cette proposition initiale, obtenir son indépendance selon des conditions définies par l'Afrique du Sud, parmi lesquelles un régime de démocratie multipartite, la mise en place d'une économie de marché capitaliste, ainsi qu'une période de transition stable[réf. souhaitée].

## Mise en œuvre de l'accord

### Mise en œuvre en Angola
L'armée sud-africaine quitte l'Angola le 30 août 1988, avant que les conditions du retrait de Cuba n'aient été convenues. Les troupes cubaines commencent à se retirer le 10 janvier 1989 et le retrait est finalisé par étapes en mai 1991.
Le gouvernement angolais décrète une amnistie des troupes de l'UNITA, en partant du principe que l'UNITA serait intégrée au MPLA dans le cadre d'une économie d'État à parti unique. Cette idée est rejetée par l'UNITA. La guerre civile se poursuit ensuite pendant plus d'une décennie.
Selon Edward Drachman et Alan Shank, une série de réunions et d'accords entre l'UNITA et le MPLA, négociés par divers dirigeants africains, échouent. L'UNITA est agacée par l'insistance du MPLA sur la condition d'un État à parti unique. Une combinaison de la déception du MPLA face à l'intervention des États-Unis, qui soutiennent l'UNITA et veulent un changement de pouvoir, conduit le MPLA à abandonner son idée d'État à parti unique et à ouvrir la porte à une démocratie multipartite, avec l'acceptation de l'UNITA en tant que parti concurrent.
Les élections ont été déclarées « généralement libres et équitables » par l'ONU, le MPLA obtenant un peu moins de 50% des voix. Cependant, l'UNITA, ainsi que huit partis d'opposition et de nombreux autres observateurs électoraux, déclarent que les élections n'ont été ni libres ni équitables, et même « truquées ». Après le massacre d'Halloween, le chef de l'UNITA, Jonas Savimbi, ordonne aux forces de l'UNITA de reprendre les armes contre le MPLA. Cependant, les États-Unis sont maintenant opposés à l'UNITA, faisant pression sur Savimbi pour qu'il accepte les résultats des élections, quels qu'ils soient. La guerre prend finalement fin après la mort de Savimbi, en 2002, tué par les forces gouvernementales.

### Mise en œuvre en Namibie
Avec la mise en œuvre de la résolution 435 et le maintien de l'administration sud-africaine dans le Sud-Ouest Africain, Pretoria réussit à faire avaliser par l'ONU sa tutelle sur la Namibie depuis la fin théorique du mandat sud-africain en 1968. Ainsi, un administrateur sud-africain, Louis Pienaar, reprend au gouvernement local et à l'assemblée législative du Sud-Ouest africain ses pouvoirs exécutifs, législatifs et administratifs  qui avaient été mis en place par la conférence de la Turnhalle.
Le 1er avril 1989, plus de 1 600 combattants en arme de la SWAPO investissent néanmoins le nord de la Namibie obligeant le représentant de l'ONU, Martti Ahtisaari, à demander l'aide de l'armée sud-africaine pour repousser les intrus vers l'Angola. La SWAPO compte 307 tués (contre 27 parmi les forces de sécurité) et est désavouée par l'OUA, ses alliés — à l'exception de Robert Mugabe du Zimbabwe — et les Nations unies. Le 9 avril, un accord est signé fixant un processus de retrait sous la supervision du Groupe d'assistance des Nations unies pour la période de transition en Namibie. Si elle est un temps tentée de remettre en cause la mise en œuvre de la résolution 435, l'Afrique du Sud consent à reprendre le retrait progressif de ses troupes qui passe de 12 000 hommes en mai 1989 à 1 500 en juillet 1989. Le sort des supplétifs (les harkis namibiens) est également réglé par le transfert de 4 000 bushmen en Afrique du Sud.
Sous la protection des 8 000 soldats de la GANUPT, des élections législatives ont lieu du 7 au 11 novembre 1989. Seulement dix partis sur quarante parviennent à obtenir le visa de la commission électorale pour participer aux élections. En dépit de déclarations maladroites de membres de la SWAPO (« ce n'est qu'au résultat de la SWAPO que l'on pourra juger si les élections ont été justes et équitables »), la validité du scrutin n'est remise en cause par personne. La SWAPO, qui a refondé totalement son programme électoral et abandonné toute référence au marxisme-léninisme, remporte 57,3 % des voix,, mais pas la majorité lui permettant de rédiger la future Constitution à sa guise. La chute de l'Union soviétique et des régimes communistes d'Europe de l'Est met fin définitivement à la volonté de membres de la SWAPO d'installer dans le pays un régime de parti unique. Selon les mots de son secrétaire général, Moses Garoëb, la SWAPO consent à constitutionnaliser le multipartisme « pour le meilleur et pour le pire ». La nouvelle constitution, négociée par les législateurs avec l'appui de juristes sud-africains, est adoptée le 9 février 1990. À la suite d'une dernière transition, entre l'administration sud-africaine et la nouvelle administration namibienne, la république de Namibie est proclamée le 20 mars 1990.
L'Afrique du Sud conserve le contrôle sur le port namibien crucial de Walvis Bay (anciennement rattachée à la colonie du Cap) pendant 18 mois supplémentaires jusqu'à ce qu'elle soit assurée que la SWAPO respecte la nouvelle Constitution et le principe d'une démocratie multipartite. Walvis Bay est finalement rétrocédé à la Namibie en février 1994.
Dans le cadre de l'Accord tripartite, le Congrès national africain, mouvement de guérilla à tendance marxiste menant des attaques en Afrique du Sud pour mettre fin à l'apartheid, retire ses bases d'Angola et ne reçoit plus le soutien du MPLA angolais. L'ANC déplace ses bases d'opérations en Zambie et en Ouganda. Plus tard, l'ANC abandonne également sa philosophie marxiste et le parti entre dans un mouvement démocratique sud-africain plus large, qui soutient le changement politique dans le pays.
En 1990, le gouvernement sud-africain de Frederik de Klerk met fin à l'interdiction des activités de l'ANC puis abroge les dernières lois de l'apartheid en 1991. À la suite de négociations institutionnelles entre le gouvernement, l'ANC et diverses parties prenantes, une nouvelle constitution intérimaire est adoptée avant l'organisation en avril 1994 de premières élections législatives non raciales au suffrage universel, remportées par l'ANC.